# Lijst van vlaggen van Thaise deelgebieden
Dit artikel bevat een lijst van vlaggen van Thaise deelgebieden. Thailand bestaat uit vijf regio's en 77 changwat (provincies). De provincies zijn onderverdeeld in 795 amphoe (districten). De amphoe zijn op hun beurt verder onderverdeeld in tambon (gemeentes). De provincies hebben elk een eigen vlag.

## Provinciale vlaggen

### Vlaggen van provincies inNoord-Thailand

Chiang Mai
Chiang Rai
Kamphaeng Phet
Lampang
Lamphun
Mae Hong Son
Nakhon Sawan
Nan
Phayao
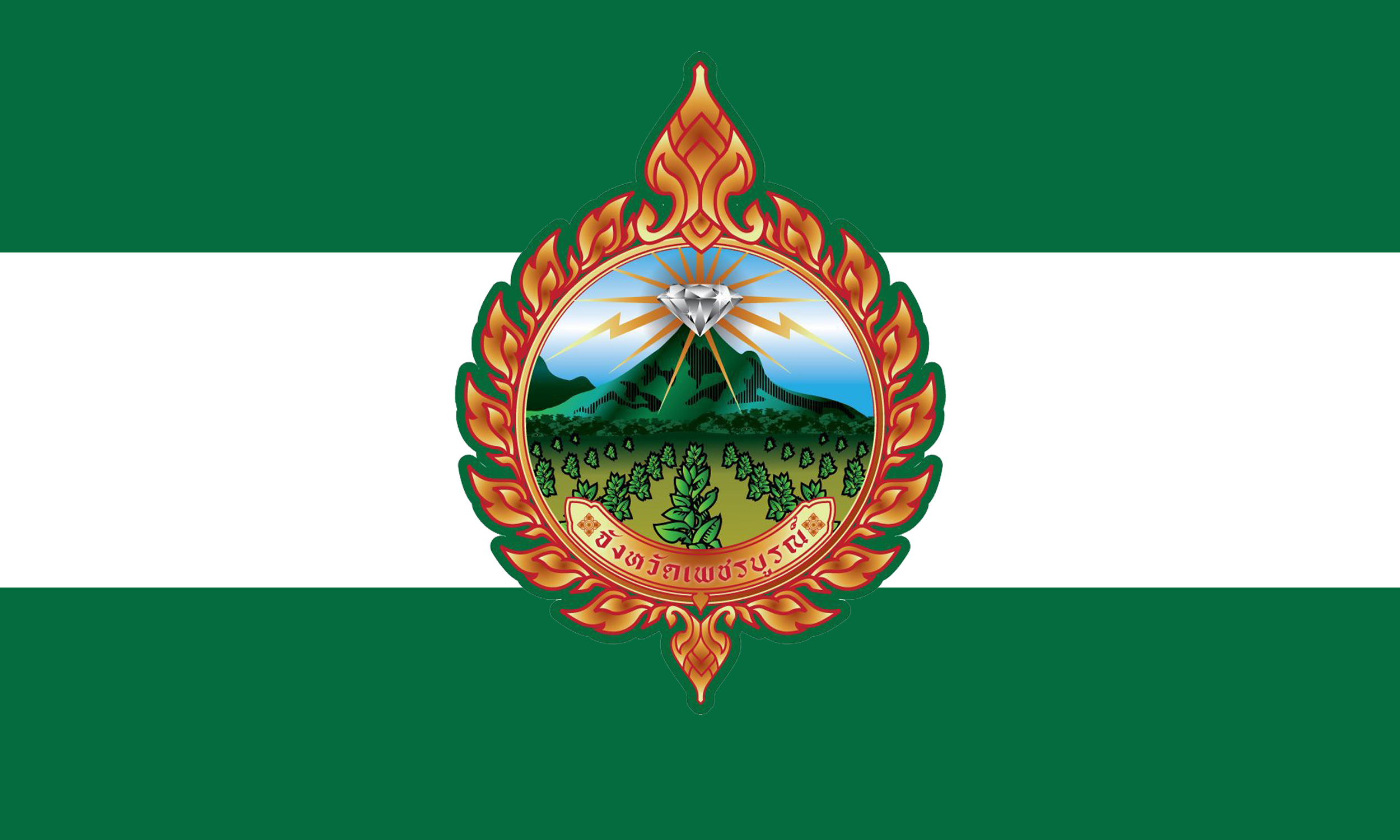
Phetchabun
Phichit
Phitsanulok
Phrae
Sukhothai
Tak
Uthai Thani
Uttaradit

### Vlaggen van provincies inNoordoost-Thailand

Amnat Charoen
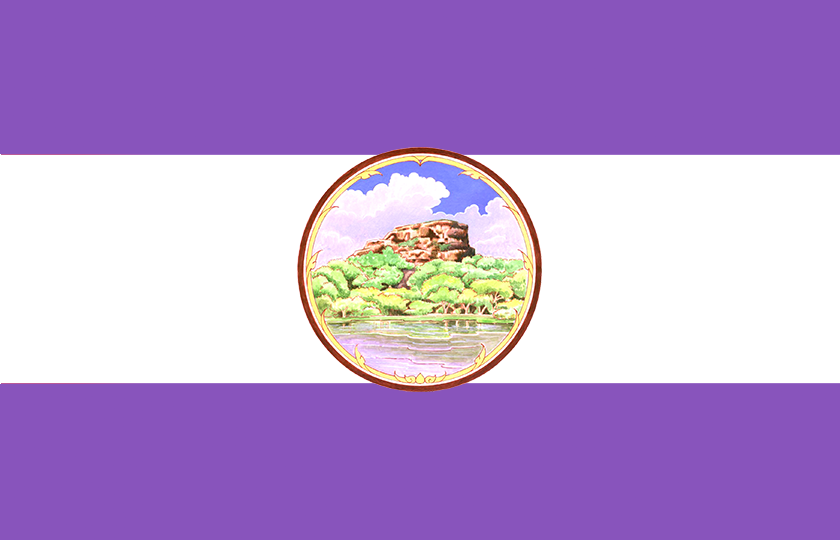
Bueng Kan
Buriram
Chaiyaphum
Kalasin
Khon Kaen
Loei
Maha Sarakham
Mukdahan
Nakhon Phanom
Nakhon Ratchasima
Nong Bua Lamphu
Nong Khai
Roi Et
Sakon Nakhon
Sisaket
Surin
Ubon Ratchathani
Udon Thani
Yasothon

### Vlaggen van provincies inCentraal-Thailand

Ang Thong
Ayutthaya
Bangkok Vlag
Chainat
Kanchanaburi
Lopburi
Nakhon Nayok
Nakhon Pathom
Nonthaburi
Pathum Thani
Phetchaburi
Prachuap Khiri Khan
Ratchaburi
Samut Prakan Vlag
Samut Sakhon
Samut Songkhram
Saraburi
Singburi
Suphanburi

### Vlaggen van provincies inOost-Thailand

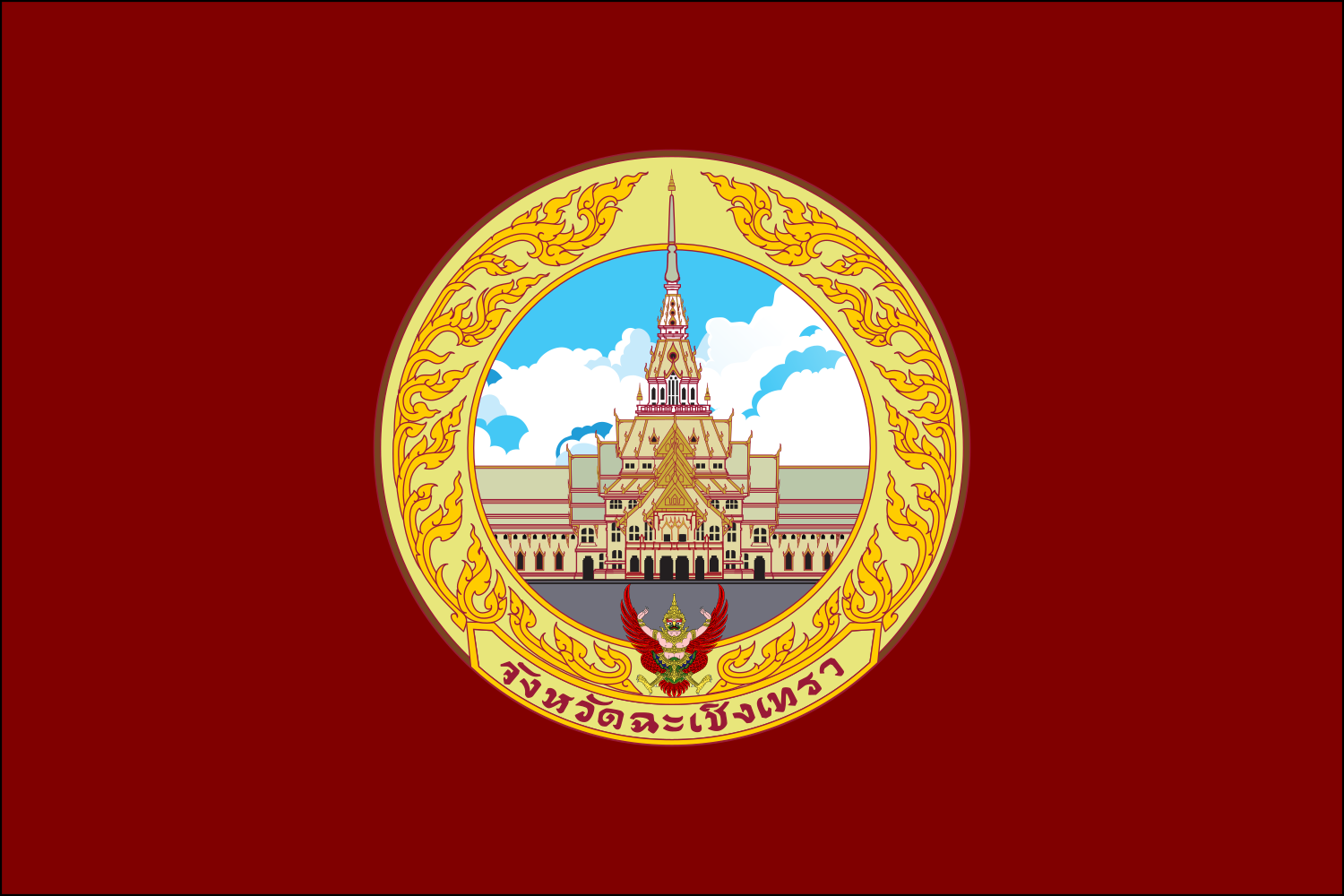
Chachoengsao
Chantaburi
Chonburi
Prachinburi
Rayong
Sa Kaew
Trat

### Vlaggen van provincies inZuid-Thailand

Chumphon
Krabi
Nakhon Si Thammarat
Narathiwat
Pattani
Phang Nga
Phattalung
Phuket
Ranong
Satun
Songkhla
Surat Thani
Trang
Yala